# Лысенко, Юрий Евгеньевич
Юрий Евгеньевич Лысенко (род. 7 июля 1975 года, пос. Донской, Ростовская область, РСФСР, СССР) — российский политический деятель, глава города Новочеркасск с 14 декабря 2020 года.

## Биография
Родился в 1975 году в пос. Донском Ростовской области.
В 1997 году окончил Новочеркасский государственный технический университет, специальность — тепловые электрические станции, квалификация — инженер.
В 1998 году окончил Новочеркасский государственный технический университет, специальность — экономика и управление на предприятии (машиностроение), квалификация — инженер-экономист.
В 1997—2001 годах работал в ОАО «Новочеркасская ГРЭС» на позиции инженера отдела топливообеспечения.
В 2002—2003 годах занимал пост директора МОУ ДОД «Дом детского творчества».
С 2003 года — председатель профсоюзного комитета ОАО «Новочеркасская ГРЭС».
В 2001—2002 годах занимал должность заместителя председателя постоянной комиссии Городской думы Новочеркасска III созыва.
В 2010 году Юрий Лысенко был назначен начальником управления по работе с персоналом ОАО «ОГК-6» Новочеркасской ГРЭС.
В 2012—2015 годах занимал должность заместителя главы администрации города Новочеркасска.
В 2015—2020 годах занимал должность председателя Городской думы города Новочеркасска.
31 января 2020 года Городская Дума Новочеркасска согласовала назначение Лысенко на должность Первого заместителя главы администрации города Новочеркасск.
11 декабря 2020 года решением Городской Думы Новочеркасска № 22 Юрий Лысенко был назначен главой администрации города Новочеркасска. С Лысенко был подписан контракт на период полномочий Городской Думы города Новочеркасска VII созыва. 14 декабря приступил к исполнению возложенных на него полномочий.
В мае 2025 года был задержан по уголовному делу о взятке в особо крупном размере. «Взятка предназначалась за организацию строительства школы за счёт бюджетных средств на застраиваемой предпринимателем территории и включение объекта в программу комплексного развития территорий Ростовской области», — сообщили в пресс-центре правительства Ростовской области.

## Инциденты
Баннеры ко Дню России в Новочеркасске в 2020 году были напечатаны с ошибкой (одна буква с вместо двух). Мэр Лысенко, комментируя ситуацию, возложил ответственность за то, что слово «Россия» было напечатано с одной «с», на рекламное агентство, а затем пообещал наказать виноватых. Позиция Лысенко подверглась критике в социальных сетях.